# Maurice Lemaître
Pour les articles homonymes, voir Lemaître.
 (juillet 2018).
Si vous disposez d'ouvrages ou d'articles de référence ou si vous connaissez des sites web de qualité traitant du thème abordé ici, merci de compléter l'article en donnant les références utiles à sa vérifiabilité et en les liant à la section « Notes et références ».
Moïse Maurice Bismuth, dit Maurice Lemaître, est un artiste, cinéaste, peintre, écrivain et poète libertaire français né le 23 avril 1926 dans le 10e arrondissement de Paris, arrondissement où il est mort le 2 juillet 2018,.
Il est l'une des figures du lettrisme des années 1950 à aujourd'hui. 

## Biographie
Maurice Lemaître, prépare l'École des arts et métiers et celle des Travaux publics. Après avoir participé à la Libération de Paris, il commence en Sorbonne une licence de philosophie.
Entré en 1948 au mouvement libertaire, il y commence une carrière de journaliste en écrivant dans le journal de ce mouvement où il tient la tribune littéraire. En 1949, il y rencontre Isidore Isou et est séduit par les idées politiques et la fougue créatrice.
En 1950, il se joint au groupe d'avant-garde lettriste, où il crée, la même année une revue politique : le « Front de la Jeunesse », ainsi qu'une revue littéraire et picturale, « Ur », qui reste comme « Le Minotaure » du lettrisme. Depuis cette date, Maurice Lemaître n'a cessé d'agir et de créer dans divers domaines explorés par le mouvement lettriste : la poésie, le théâtre, la danse, le roman, la peinture, la photographie, le cinéma, l'économie, la psychopathologie et la psychothérapie.
Dans sa biographie de Céline, Henri Godard rapporte que le jeune Lemaître, à la veille du procès de Céline par contumace, fixé au 21 février 1950, en accord avec Maurice Joyeux et l'hebdomadaire anarchiste Le Libertaire, lança une enquête intitulée « Que pensez-vous du procès Céline ? » Ayant reçu plusieurs réponses favorables à Céline, tant de la part de personnalités, telles Marcel Aymé, René Barjavel, Jean Dubuffet et Albert Camus, que de la part de simples lecteurs, il demanda à Céline ce qu'il avait à répondre aux accusations. Ayant été convaincu par la réponse de Céline, Lemaître envoya alors au président de la Cour de justice une lettre écrite au nom d'une « Association israélite pour la réconciliation des Français », qui lui valut les félicitations de Céline, partiellement citées par Godard : « Voici du véritable Génie ! Le grand Rabbin dans le bain, de gré ou de force ! Baptême lustral ! Vous finirez Président du Conseil de la Vie ! Vous avez l'âge et le talent ! »
Les apports de Maurice Lemaître dans les arts plastiques, en poésie et dans le roman sont si incontournables[non neutre] qu'il est cité dans les études modernes sur la littérature contemporaine (Centre Pompidou, Hachette, Seghers, Larousse…), aussi bien dans les pays de l'Ouest que de l'Est.
Des poèmes de Maurice Lemaître ont été mis en musique par le luthiste-théorbiste Michel Faleze et chantés par Marie-Thérèse Richol-Müller.

## Les œuvres plastiques
Les peintures, les photographies et les sculptures de Maurice Lemaître ont été montrées dans plus de cent expositions (dont le Salon de Mai, le Salon Comparaisons, etc.), et dans plus d'une vingtaine d'accrochages personnels, tant en France qu'en Allemagne, en Italie, en Angleterre, aux États-Unis… Une telle œuvre, qui illustre l'école lettriste et hypergraphique, générera des courants tels le « pop art », le « nouveau réalisme », « l'art conceptuel », le « happening »[réf. nécessaire], etc.
Si Maurice Lemaître est présent dans maintes collections privées, le Centre Pompidou a acquis certaines de ses toiles, ainsi que le musée d'Art Moderne de la Ville de Paris, où se déroula, en 1968, conduite par l'artiste même, une grande rétrospective de son œuvre picturale et filmique. Par ailleurs fondateur de trois salons : Écritures, le Salon de la Lettre et du Signe et le Salon Art, Vidéo et Cinéma, il organisa en 1975, aux États-Unis, le premier Symposium International consacré aux apports du mouvement lettriste.

## L'œuvre cinématographique
Pionnier du cinéma expérimental mondial, Maurice Lemaître a créé le Syncinéma, il est aussi l'un des fondateurs de l'École lettriste de l'écran. Il a ainsi eu une influence explicite ou cachée sur la Nouvelle Vague et a inspiré de la même façon, comme on l'a constaté lors d'un hommage rendu par la Cinémathèque française et durant les rétrospectives de son œuvre filmique au Centre Pompidou, toute l'avant-garde cinématographique actuelle, y compris l'« underground » américain et européen. 
- Œuvres de cinéma (1951-2007), Éditions Paris Expérimental
- Le Soulèvement de la Jeunesse Mai 68, Éditions Lettristes, notice.
- Le film est déjà commencé ?, (1951), de Maurice Lemaître, Éditions lettristes.
- 1967-1969 Le Café-Cinéma Lemaître et Huit Films Lettristes, Éditions Paris Expérimental

### Filmographie
Réalisateur
- 1951 : Le film est déjà commencé ?
- 1975 : Six films infinitésimaux et supertemporels (court métrage)
- 1976 : Un navet  (court métrage)
- 2001 : La Voie des dieux
- 2002 : Nos stars

Scénariste
- 1951 : Le film est déjà commencé ? de Maurice Lemaître
- 1973 : La Rose de fer de Jean Rollin

Acteur
- 1952 : Traité de bave et d'éternité d'Isidore Isou : lui-même
- 1955 : Around the World with Orson Welles, série documentaire d'Orson Welles, épisode Saint-Germain-des-Prés : lui-même :
- 1970 : La Vampire nue de Jean Rollin : Georges Radamante
- 2001 : La Voie des dieux de Maurice Lemaître : lui-même
- 2004 : Le Fantôme d'Henri Langlois, documentaire de Jacques Richard : lui-même
- 2007 : La Nuit des horloges de Jean Rollin : un fantôme dans le cimetière
- 2012 : Free Radicals: A History of Experimental Film, documentaire de Pip Chodorov : lui-même

## Publications
- Le film est déjà commencé ? Séance de cinéma, préface de Jean Isidore Isou, éditions André Bonne, collection Pour un cinéma ailleurs - Encyclopédie du Cinéma, Paris, 1952[5]
- Qu'est-ce que le lettrisme ?, de Maurice Lemaître, Éditions Fischbacher, 1953
- Les Idées politiques du Mouvement lettriste, Éditions Lettristes
- Avant toute  nouvelle interview, Éditions Lettristes
- Maurice Lemaître, Le Syncinéma, la Ciné-Hypergraphie et le Film Imaginaire, Éditions Paris Expérimental.
- Œuvres Poétiques et Musicales Lettristes, Éditions Lettristes
- 50 Ans de Peinture Lettriste, Hypergraphique, Imaginaire, Éditions Le Point Couleur
- Le Mariaje du Don et de la Volga, Collection Acquaviva / Éditions Derrière la salle de bains, Rouen, 2009
- Wanted, Éditions AcquAvivA, Paris, 2009
- Sachez lire Lemaître, Éditions AcquAvivA, Paris, 2009
- Roman Futur, Éditions AcquAvivA, Paris, 2010
- Photos imaginaires médicales (partiellement) néo-nazies, Éditions AcquAvivA, Berlin, 2013
- Galipettes, Éditions AcquAvivA, Berlin, 2014

### Sources
- Universalis, notice.
- « Où en est le mouvement lettriste ? Entretien avec Maurice Lemaitre », Le Monde libertaire, n° 94, octobre 1963, texte intégral.
- Centre national d'art et de culture Georges-Pompidou, notice.
- Centre International de Recherches sur l'Anarchisme (Lausanne) : notice bibliographique.